# Albanella (zoologia)

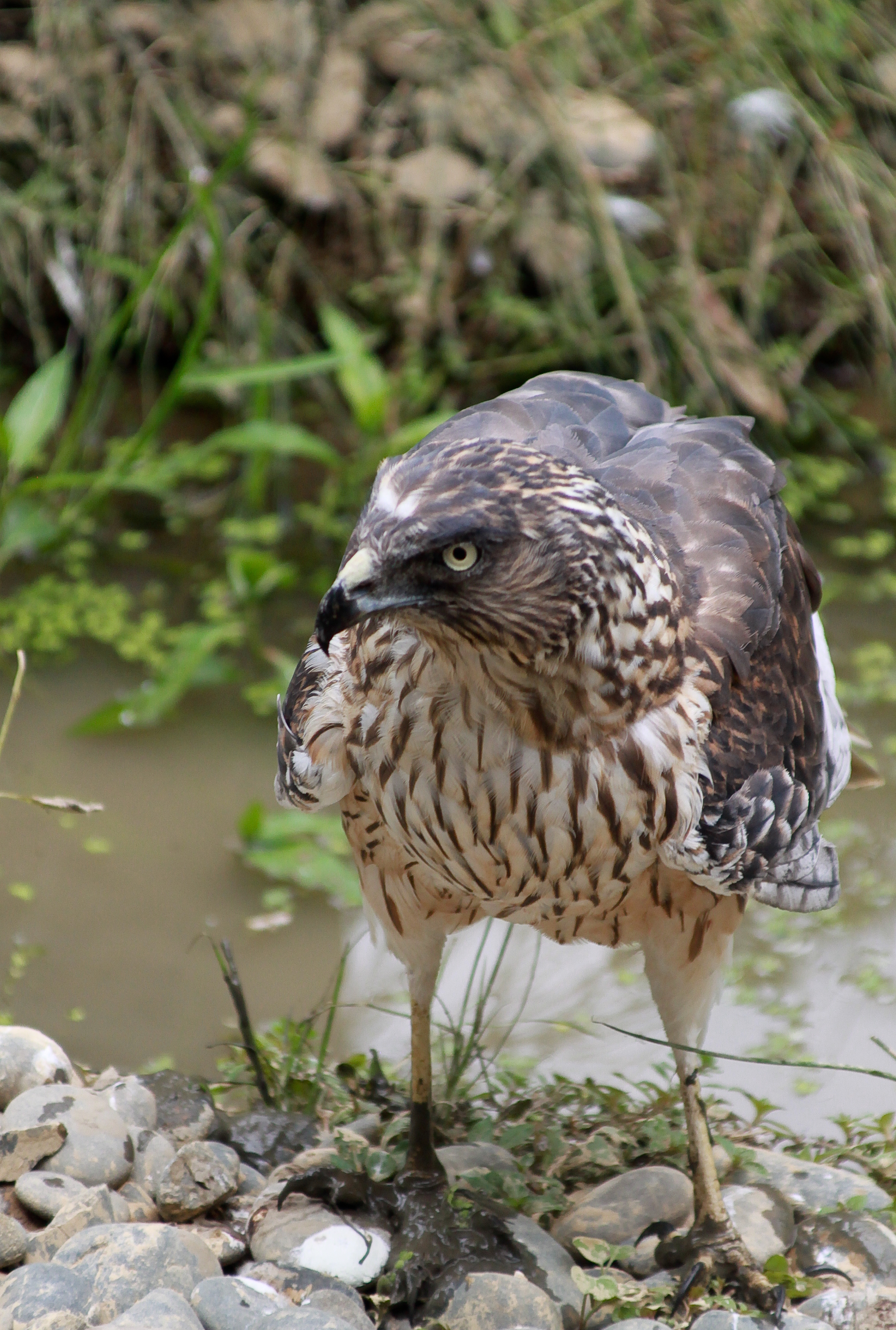
Albanella (zoologia)

Albanella è il nome comune di alcuni uccelli rapaci del genere Circus.

## Aspetto fisico
Le albanelle sono rapaci di media taglia appartenenti alla famiglia Accipitridae, con un aspetto snello e aerodinamico. Hanno:
- Ali lunghe e strette, leggermente rialzate in volo, con battiti lenti e profondi
- Coda lunga e arrotondata, utile per manovre strette a bassa quota
- Collo corto e testa rotonda, spesso con un’espressione “da gufo”, dovuta al disco facciale appena accennato (simile agli Strigiformi), che migliora l’udito

Il piumaggio varia a seconda della specie e del sesso, ma i maschi adulti tendono ad avere tonalità più grigie o argentee, mentre le femmine e i giovani sono più bruni.

## Comportamento generale

### Habitat e territorio
Le albanelle vivono in ambienti aperti, come steppe, praterie, zone coltivate, torbiere o brughiere. Sono molto territoriali durante la stagione riproduttiva ma meno aggressive fuori da essa.

### Attività
- Diurne, con picchi di attività nelle prime ore del mattino e al tramonto
- Tendono a planare lentamente a 1–5 metri dal suolo, spesso con virate improvvise quando individuano una preda
- In inverno possono formare dormitori comuni (fino a decine di individui), spesso nelle canne palustri[3][4]

## Voce e vocalizzazioni
Le albanelle non sono particolarmente vocali, ma emettono suoni durante la stagione degli amori o per la difesa del nido.

### Vocalizzi principali
- Un grido “pii-pii-pii” ripetuto, emesso durante il volo nuziale
- Fischi acuti o suoni più rauchi tra femmine e pulcini
- In volo territoriale, i maschi possono emettere suoni simili a chirr-chirr-chirr

Questi richiami servono soprattutto a comunicare la presenza, attrarre la femmina o spaventare gli intrusi.

## Dimorfismo sessuale
Le albanelle mostrano un dimorfismo sessuale marcato, visibile soprattutto nel piumaggio e nella taglia:
- Maschio: più piccolo, piumaggio grigio chiaro, elegante, con punte nere alle ali
- Femmina: più grande, con piumaggio bruno-marrone e striature, utile per mimetizzarsi durante la cova
- I giovani somigliano alla madre ma con colori più ruggine o castani

Questa differenza aiuta nella divisione dei compiti: il maschio caccia, la femmina protegge e cova i piccoli.

## Strategie di volo e caccia
Il volo è l’aspetto comportamentale più spettacolare delle albanelle. Volano con ali in posizione “a V”, alternate da:
- Planate lente e basse lungo i campi o le zone erbose
- Picchiate improvvise quando individuano una preda
- Voli nuziali acrobatici con spirali, capriole e scambi di preda in volo

Prede principali:
- Piccoli mammiferi (topi, arvicole)
- Uccelli (soprattutto pulcini e uova di specie che nidificano al suolo)
- Rettili, anfibi e insetti (in estate)[8]

## Ecologia comportamentale
Le albanelle si sono evolute per occupare nicchie ecologiche molto specifiche:
- Prediligono territori con visibilità aperta e vegetazione rada, per scovare facilmente le prede
- Cambiano habitat stagionalmente: es. praterie per la nidificazione, zone paludose per il riposo invernale
- Sono migratrici regolari, e molte specie attraversano migliaia di chilometri

Inoltre, si adattano bene alle zone agricole, ma subiscono gravi perdite a causa della mietitura precoce, che distrugge i nidi nascosti nel grano.

## Specie del genere Circus (Albanelle)
Il genere Circus comprende attualmente 16 specie riconosciute di albanelle (secondo classificazioni aggiornate come IOC World Bird List e HBW), diffuse in tutto il mondo:
- Least Concern (LC): rischio minimo
- Near Threatened (NT): rischio moderato
- Vulnerable (VU): rischio elevato
- Endangered (EN): altissimo rischio
- Critically Endangered (CR): estinzione imminente
- Extinct (EX): estinto
- Data Deficient (DD): dati insufficienti[12][13]

| N. | Nome comune (italiano)     | Nome scientifico    | Stato di conservazione (IUCN) |
| -- | -------------------------- | ------------------- | ----------------------------- |
| 1  | Albanella reale            | Circus cyaneus      | Least Concern (LC)            |
| 2  | Albanella minore           | Circus pygargus     | Least Concern (LC)            |
| 3  | Albanella pallida          | Circus macrourus    | Near Threatened (NT)          |
| 4  | Albanella australe         | Circus maillardi    | Endangered (EN)               |
| 5  | Albanella di Réunion       | Circus spilonotus   | Critically Endangered (CR)    |
| 6  | Albanella grigia           | Circus cinereus     | Least Concern (LC)            |
| 7  | Albanella africana         | Circus ranivorus    | Least Concern (LC)            |
| 8  | Albanella delle paludi     | Circus approximans  | Least Concern (LC)            |
| 9  | Albanella macchiata        | Circus assimilis    | Least Concern (LC)            |
| 10 | Albanella di Madagascar    | Circus macrosceles  | Vulnerable (VU)               |
| 11 | Albanella americana        | Circus hudsonius    | Least Concern (LC)            |
| 12 | Albanella delle Molucche   | Circus spilothorax  | Least Concern (LC)            |
| 13 | Albanella delle Filippine  | Circus melanoleucos | Vulnerable (VU)               |
| 14 | Albanella delle Fiji       | Circus macropterus  | Vulnerable (VU)               |
| 15 | Albanella delle Seychelles | Circus melanurus    | Extinct (EX)                  |
| 16 | Albanella papuana          | Circus pygmaeus     | Data Deficient (DD)           |